# Веллей Патеркул
Гай Велле́й Пате́ркул (лат. Cajus Velleius Paterculus; родился в 20 или 19 году до н. э., предположительно, в Кампании, Римская империя — умер после 30 года) — древнеримский историк.
Происходил из знатной кампанской семьи военных, со 2 года до н. э. до 12 года н. э. занимал военные должности, участвовал в нескольких кампаниях будущего императора Тиберия, которого знал лично. В 30 году н. э. опубликовал небольшое сочинение в двух книгах, условно известное как «Римская история» (лат. Historia Romana). Веллей изложил события от Троянской войны до 29 года, причём современные события описывались с более высокой степенью детализации. Он провёл большую работу по литературно-риторическому оформлению материала, использовал драматические приёмы изложения и уделял большое внимание созданию портретов выдающихся деятелей римской истории. Несмотря на небрежность в отношении хронологии, предвзятость и панегирический характер описания новейшей истории, сочинение Веллея является ценным дополнением к трудам других античных авторов. Единственную рукопись «Римской истории», неполную, плохо читаемую и впоследствии утерянную, обнаружил гуманист Беат Ренан.

## Биография
Первая часть имени (преномен) Веллея Патеркула достоверно неизвестна, поскольку начало рукописи его сочинения не сохранилось. Позднеантичный грамматик Присциан называет его «Марком», однако это свидетельство воспринимается со скепсисом, поскольку почти во всех остальных случаях Присциан не называет полных имён. Тацит однажды упоминает о небольшой кампании во Фракии в 21 году н. э. некоего Публия Веллея. Его отождествление с историком спорно, хотя канадский антиковед Грэхем Самнер доказывает, что полководцем мог быть Веллей, о месте пребывания которого в это время ничего достоверно не известно. Беат Ренан, обнаруживший единственный экземпляр рукописи в начале XVI века, при подготовке к публикации предложил имя «Гай» — по-видимому, с опорой на римскую традицию преемственности имён в семье (историк упоминает своего деда Гая Веллея), но затем склонился к выбору в пользу «Публия», и этот вариант появился на обложке первого издания.
В своём сочинении Веллей несколько раз с гордостью упоминает о своих предках. Историк происходил из известной в Кампании семьи, получившей римское гражданство по итогам Союзнической войны и относившейся к всадническому сословию. Помимо Веллеев, среди предков историка были Магии из Капуи, в том числе — Деций Магий, о котором рассказывает Тит Ливий (неясно, в каком поколении Веллеи и Магии породнились). Дед и отец Веллея занимали различные военные должности среднего звена у Гнея Помпея, Марка Юния Брута, Тиберия Клавдия Нерона (praefectus fabrum — префект инженерного отряда) и Марка Виниция (praefectus equitum — префект кавалерии).
О своей карьере Веллей упоминает неоднократно, что позволяет в общих чертах реконструировать основные события его биографии. Он родился в 20 или 19 году до н. э., примерно во 2 году до н. э. получил должность военного трибуна во Фракии и Македонии, действуя на территории будущей провинции Мёзия под началом Публия Виниция, сына Марка. Заслуги семейства в прошлом стали важным фактором успешной карьеры Веллея. Во время службы на Балканах Веллей, возможно, познакомился с Гаем Цезарем Випсанианом. Веллей сопровождал его в восточном путешествии и был свидетелем его встречи с парфянским царём Фраатаком (Фраатом V) на Евфрате. После гибели Гая Цезаря карьера Веллея была связана с Тиберием. Он был свидетелем процедуры усыновления Тиберия Октавианом Августом летом 4 года н. э., а вскоре сменил в должности префекта кавалерии рейнской армии своего отца. Вместе с Тиберием Веллей Патеркул форсировал Везер и дошёл до Эльбы. В 6 году Веллей был избран квестором на следующий год (по-видимому, по протекции Тиберия и Виниция). Он находился в Риме и готовился вступить в должность, когда стало известно о крупном восстании в Паннонии и Иллирике, и Веллея направили на подавление восстания. Веллей воевал под началом Тиберия в Паннонии, а его брат Магий Целер Веллеян действовал в Иллирике. Известно, что зиму 7/8 года Веллей провёл в Сисции. После поражения римлян в битве в Тевтобургском Лесу Веллея вместе с Тиберием повторно направили в Германию. В 12 году он вернулся в Рим, вместе с братом участвовал в триумфе Тиберия. Возможно, в 13 году Веллей занимал должность плебейского трибуна или эдила. В 14 году Октавиан Август рекомендовал Веллея в преторы, а после его смерти Тиберий подтвердил рекомендацию (формально в Риме ещё сохранялись выборы магистратов, но рекомендации императора — candidati Caesaris — гарантировали утверждение намеченных кандидатур).
Карьера Веллея после воцарения Тиберия в Риме неизвестна. Он, по-видимому, не занимал новых должностей и точно не достиг высшей в Римском государстве должности консула. Грэхем Самнер выдвинул гипотезу, что знакомый с местностью Веллей Патеркул отправился в Мёзию с Луцием Помпонием Флакком и поэтому мог быть Публием Веллеем, которого упомянул Тацит. В «Римской истории» Веллей упоминает о восстановлении театра Помпея около 22 года, но характер информации не позволяет судить о пребывании в городе в это время. Сообщение о пожаре на Целиевом холме в 27 году, напротив, имеет черты личного наблюдения. В 28-30 годах Веллей, вероятно, был в Риме и занимался в том числе работой над историческим сочинением. В 30 году Веллей опубликовал своё единственное известное сочинение, и о дальнейшей его судьбе нет никакой информации. Существует гипотеза, что в 30-е годы Веллей мог быть казнён Тиберием за благожелательный отзыв о Сеяне в своём сочинении или по другим причинам.
Из-за почти непрерывной военной службы Веллей, вероятно, женился довольно поздно — не ранее 13 года н. э. Консулы 60 и 61 годов Гай и Луций Веллеи Патеркулы — дети историка — родились, вероятно, не позднее 18 и 19 годов соответственно.

## Римская история
Веллей Патеркул опубликовал небольшое историческое сочинение в 30 году, посвятив его консулу Марку Виницию, с семьёй которого он был тесно связан. Дата публикации устанавливается надёжно благодаря тому, что Веллей предпочитает использовать не абсолютную хронологию, а относительную — от консульства Виниция. Вероятно, Веллей начал писать летом 29 года до н. э., после получения известий о грядущем консульстве Виниция, и завершил работу в следующем году. Сочинение состоит из двух книг. Начало первой книги не сохранилось, после нескольких страниц в тексте рукописи была большая лакуна, а конец первой книги сохранился. Вторая книга сохранилась с минимальными лакунами. Отталкиваясь от предположения, что обе книги имели примерно одинаковый объём, современные исследователи оценивают объём пропажи в 80 % первой книги или 40 % всего сочинения.
Название сочинения Веллея неизвестно, поскольку начало рукописи не сохранилось. Общепринятый вариант «Римская история» (лат. Historia Romana) был предложен Беатом Ренаном при первой публикации, хотя уже Юст Липсий сомневался в аутентичности названия. Сам Веллей ни разу не называет своё сочинение историей, а только «трудом» (лат. opus) и «летописью» (лат. scriptura). Возможно, утерянная рукопись всё же имела название, поскольку одна из двух копий, сделанных до первой публикации, озаглавлена «Две книги Веллея Патеркула к Марку Виницию» (лат. Vellei Paterculi ad Marcum Vinicium libri duo). Условное название сочинения Веллея не совсем точно передаёт содержание работы, поскольку римская история рассматривалась не изолированно, а на общем фоне известной ойкумены. При этом первая книга носила более универсальный (всемирный) характер, чем вторая часть работы. Даже в небольших сохранившихся частях первой книги Веллей сообщает об основании крупнейших городов Средиземноморья, о переселениях народов, об упадке Ассирии, о некоторых фактах из афинской истории и других событиях, не относящихся напрямую к истории Римского государства.
Начало сохранившейся части текста посвящено событиям после Троянской войны. Поскольку римляне нередко начинали излагать свою историю с этого конфликта, ссылаясь на родство с троянцем Энеем, наиболее широко распространена гипотеза об аналогичных рамках сочинения Веллея — от событий этой войны или от её окончания. Впрочем, Эмиль Крамер осторожно допускает, что Веллей мог начать изложение на тысячелетие раньше — с возникновения Ассирийского царства, что указывало бы на преемственность Рима четырём великим империям древности (Ассирии, Мидии, Персии, Македонии). Веллей продолжает свою историю, излагая события в Греции и Италии, рассказывает об основании Рима, после чего начинается большая лакуна, охватывающая события от похищения сабинянок до Третьей Македонской войны. В конце первой книги изложение становится более подробным, а внимание историка фокусируется на Риме и его внешней политике. Первая книга завершается событиями Третьей Пунической войны и разрушением Карфагена в 146 году до н. э. Вторая книга, более подробная, чем первая, охватывает период до 30 года н. э. Завершается сочинение молитве к богам с просьбой о заступничестве за государство и императора. Сочинение Веллея примечательно неоднократными экскурсами в историю греческой и римской литературы. Другая значимая особенность — группировка событий вокруг значимых личностей и обилие их портретов-характеристик, из-за чего «Римскую историю» иногда характеризуют как «галерею портретов».
Веллей несколько раз упоминал, что начал составлять более масштабное историческое сочинение, посвящённое событиям от гражданских войн середины I века до н. э. до современности, противопоставляя его краткой опубликованной работе. Большой труд остался незавершённым и неопубликованным. Предполагается, что при описании новейшей истории Веллей активно пользовался материалами, собранными для более масштабного сочинения. Неясно, задумывал ли Веллей «Римскую историю» как самостоятельное произведение, или же она оказалась лишь выжимкой из черновиков более объёмного сочинения. «Римская история» была опубликована через несколько лет после завершения фундаментального труда Тита Ливия — «Истории от основания города» в 142 книгах. В результате исследователи регулярно сравнивают две работы. В частности, ёмкую краткость Веллея иногда считают сознательной реакцией на избыточную подробность Ливия. Допускается также, что Веллей следовал установкам иной историографической традиции, представленной Корнелием Непотом, которая предполагала в том числе краткость. Иногда краткость «Римской истории» считается вынужденным следствием спешки при её написании.
Авторы, на сведения которых опирался Веллей Патеркул, достоверно неизвестны из-за редкой атрибуции источников заимствований и плохой сохранности римских историков предшествующего периода. Веллей упоминает только «Начала» Марка Порция Катона Старшего (Цензория) и неизвестное другим авторам историческое сочинение Квинта Гортензия Гортала. Информацию о недавних событиях Веллей почерпнул из личных наблюдений и сообщений очевидцев, а также из воспоминаний Октавиана Августа. Допускается использование Корнелия Непота и одного из его источников, Аполлодора, а также Тита Помпония Аттика, Тита Ливия и Гая Азиния Поллиона. Отмечается буквальное совпадение с фрагментом речи Цицерона. Маловероятной считается опора на Помпея Трога. Дважды Веллей сослался на эпиграфические памятники, по меньшей мере одно сообщение было заимствовано из архивных протоколов заседаний сената.

## Историческая концепция и политические взгляды

Бюст Тиберия. Веллей восторженно описывает результаты правления правившего на момент публикации «Римской истории» императора: «На форум призвано доверие, с форума удалён мятеж, с Марсова поля — домогательства [должностей], из курии [сената] — раздоры, и возвращены государству одряхлевшие от долгого бездействия и погребённые правосудие, справедливость, энергия, <…> всем внушено желание или вменено в обязанность поступать правильно: всё правое окружено почётом, а дурное наказывается; низший чтит обладающего властью, но не боится, могущественный идёт впереди низшего, но не презирает его. Когда цены на хлеб были умереннее? Когда мир был отраднее?»

В «Римской истории» Веллей открыто высказывал свои политические пристрастия. Наиболее субъективен он в освещении современности — правление Октавиана и Тиберия он оценивает как апогей римской истории, обильно раздавая правителям комплименты. Его политические взгляды традиционно оцениваются как монархические, хотя он и принимал на веру распространённую идею Октавиана о восстановлении республики. Одним из результатов этого убеждения стало то, что он не положил в основу исторической концепции переход от республики к монархии, а вслед за многими предшественниками разделил римскую историю на периоды до и после взятия Карфагена, рассматривая современность как продолжавшую существовать республику. Ален Гоуинг рассматривает критику Веллеем частых перемен в качестве апологии Римского государства: римляне, полагает он, не сменили форму правления с республиканской на монархическую, а только усовершенствовали республику, и сохранение преемственности Веллей считает успешным. Рассмотрение современности как непосредственного продолжения истории Римской республики проявилось в ряде частных особенностей. Так, Веллей распространил на известных деятелей прошлого термин «princeps» (принцепс), получивший новое содержание благодаря Октавиану. Воспевание Веллем большинства защитников республиканского строя, многие из которых считались врагами правящей династии, могло быть оправдано попыткой обоснования римским автором продолжения её существования благодаря Октавиану и Тиберию. Золотым веком Римского государства Веллей считал современность. Впрочем, нет единого мнения о его восприятии пути развития римской цивилизации — было ли оно линейным или в римской истории было два апогея — взятие Карфагена и правление Тиберия.
В освещении истории поздней Римской республики Веллей сочувствует консервативно настроенным сенаторам (оптиматам) и критикует реформаторов (популяров), а из-за происхождения сопереживает италийцам в борьбе за равные с римлянами права гражданства. Он активно критикует проскрипции Суллы и жестокость римского нобилитета. В период гражданских войн середины I века до н. э. он умеренно симпатизирует и республиканцам, и Гаю Юлию Цезарю. При описании событий конца 40-х — 30-х годов до н. э. его расположение эволюционирует в безоговорочную поддержку первого императора Октавиана Августа. Отмечается умеренно-уважительный отзыв Веллея о Бруте и Кассии, хотя за схожие высказывания сочинение историка Кремуция Корда, современника Веллея, сожгли, а его самого довели до самоубийства. Высказывает Веллей и благожелательные суждения о других оппонентах Гая Юлия Цезаря — Цицероне и Катоне Младшем. Ульрих Шмитцер полагает, что высокая оценка Цицерона стала возможной благодаря тому, что Тиберий взял на вооружение цицеронов лозунг «согласия сословий» (concordia [ordinum]). Похвалы в адрес Катона сочетались с умолчанием о его противодействии Цезарю и о его гибели.
Наиболее лестных отзывов удостоился император Тиберий, которого Веллей поставил выше Октавиана Августа. Историк очень щедр на пышные эпитеты в адрес Тиберия, регулярно отзывается о нём с благоговением, всячески прославляет не только военные подвиги, а любые поступки. «Каждый шаг Тиберия представляется ему важным делом», — отмечает Сергей Соболевский. Современный биограф Тиберия Робин Сиджер признаёт, что Веллей преувеличил значение некоторых эпизодов жизни Тиберия, но отмечает, что ряд других связанных с ним событий Веллей оценил вполне объективно. Особое внимание к Тиберию наложило отпечаток на освещение в «Римской истории» правления Октавиана Августа: Веллей сделал акцент на войнах первого императора, благодаря чему получил возможность последовательно изложить военные достижения Тиберия. Отмечается, что Веллей рассказывал в основном про Тиберия-полководца, а его внутренней политике уделил существенно меньше внимания.
Среди отличительных черт «Римской истории» отмечается большое число мимоходом сообщаемых сведений о связях между прошлым и современностью, о текущем состоянии артефактов прошлого, а также счёт времени от консульства Виниция. По мнению Алена Гоуинга, эти особенности были призваны подчеркнуть преемственность между прошлым и настоящим. Подчёркиванием связи истории с современностью Ален Гоуинг объясняет использование Веллеем местоимения «мы» (лат. nos) при описании отдалённых событий. Эту же цель могло преследовать введение в повествование событий из истории своей семьи, хотя эти краткие экскурсы в генеалогию часто трактуются как стремление увековечить себя и семью.
Историческую концепцию Веллея отличает равноудалённость от двух господствующих направлений римской историографии — анналистической и прагматической. От историков-анналистов Веллея отличают регулярные отступления от изложения событий в строгой хронологической последовательности, от представителей прагматического направления — отсутствие интереса к раскрытию причин и взаимосвязей описываемых событий. Впрочем, отступления от хронологии у Веллея небольшие, а порядок глобальных событий сохранялся. Историк часто использует расплывчатые обороты «в это время» (лат. per eadem tempora), «в то же самое время» (лат. eodem tractu temporum), «примерно в это время» (лат. circa eadem tempora) и другие подобные. При этом у Веллея обнаруживается влияние римских анналистических традиций на компоновку материала (вероятно, через Ливия). Как и многих римских историков, Веллея отличает активное морализаторство. Его концепция упадка нравов в Риме после взятия Карфагена была позаимствована, вероятно, у Саллюстия.
Веллей не был до конца объективен, и при освещении событий новейшей истории отмечаются фальсификации. Допускается и возможность намеренных умолчаний из-за лести к Тиберию. Рассказывая о расправе над Цицероном, Веллей попытался реабилитировать Октавиана, давшего согласие на казнь, перекладывая основную вину за убийство Цицерона на Марка Антония.

## Стиль
Стиль сочинения Веллея сочетает элементы тщательной риторической отделки с заметной небрежностью. Фразы, построенные по канонам античного риторического искусства, соседствуют с диссонирующими отрывистыми предложениями. Отмечается обилие придаточных предложений и вставок. Называются различные причины неровного стиля «Римской истории». Так, Сергей Соболевский списывает отсутствие стилистической однородности на недостаточную усердность в усвоении литературно-риторических правил. Роланд Майер также видит в сочинении Веллея признаки недостатка мастерства, приводя его стиль в качестве примера «истерзанных периодов» (англ. tortured periods). Напротив, Фрэнсис Гудъер считает Веллея в некоторой степени предшественником стиля Сенеки и Тацита. Михаэль фон Альбрехт объявляет стилистические особенности «Римской истории» намеренным сочетанием изысканности и небрежности, что соответствовало моде того времени.
Язык Веллея очень близок классическому латинскому языку. Используются как архаизмы, так и неологизмы, применяются некоторые новые конструкции и обороты. Веллей активно применяет антитезы, и именно с этой риторической фигуры начинается вторая книга: «Могуществу римлян открыл путь старший Сципион, их изнеженности — младший». Веллей активно пользуется аллитерациями, параллелизмами, метафорами, риторическими клаузулами. Некоторые приёмы Веллей перенял, вероятно, у Саллюстия. Несмотря на стремление к краткости, Веллей неоднократно добавляет к слову его синоним (лат. leges perniciosas et exitiabiles — «законы гибельные, разрушительные»).
Отмечаются литературные достоинства «Римской истории», драматический характер описания важных событий, выразительные описания персонажей. В результате сочинение Веллея, по выражению Михаэля фон Альбрехта, «примыкает к биографическому жанру и анекдоту». Веллей сочетает краткость изложения с наглядностью: в его сочинении много характерных убедительных примеров (лат. exempla), свойственных римским публичным выступлениям. Впрочем, отмечается излишнее внимание к частным вопросам в ущерб освещению общей картины. По моде своего времени Веллей нередко дополняет изложение истории морализаторскими сентенциями.

## Влияние и оценки

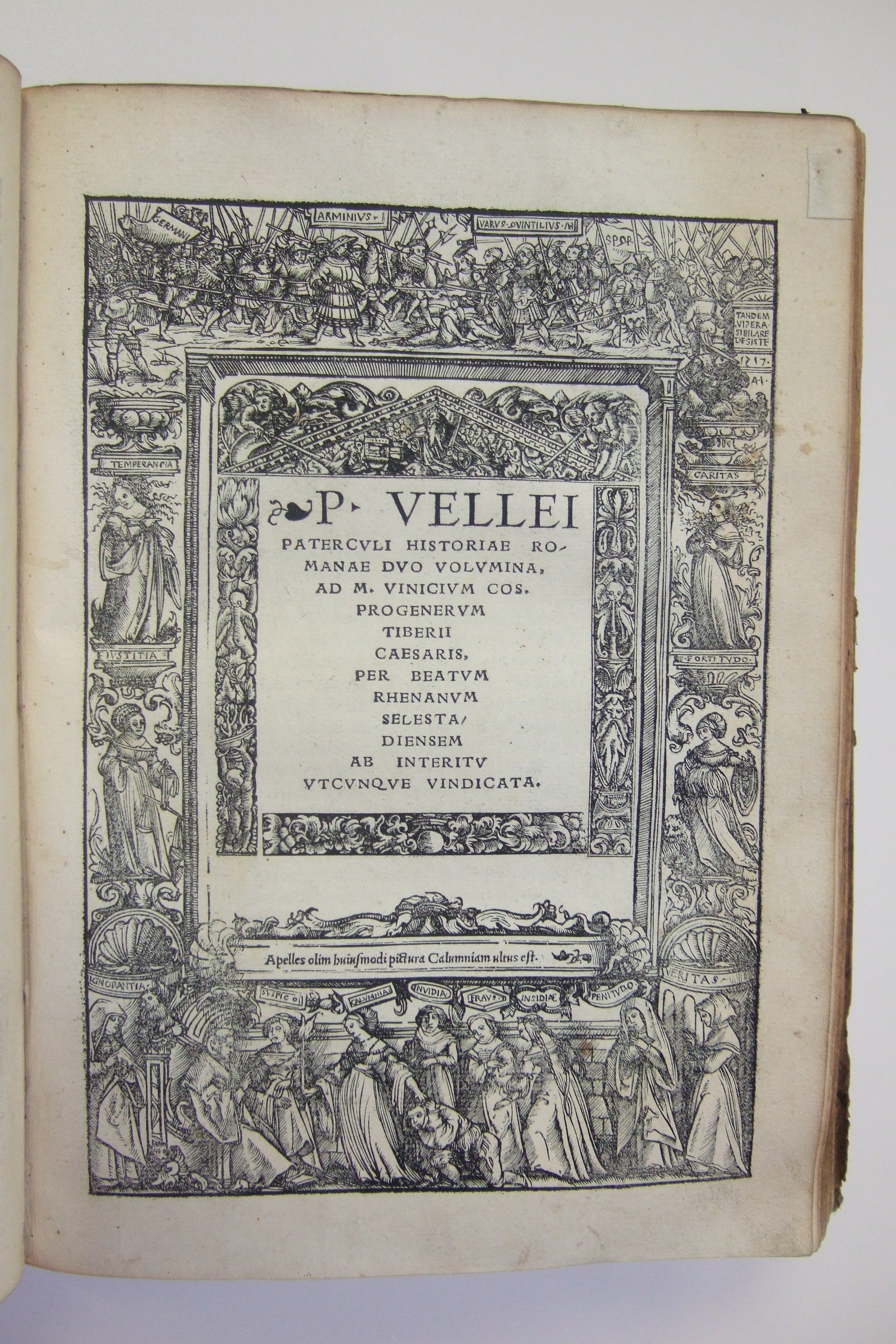
Титульный лист editio princeps. Базель, 1520 год. В верхней части — сцена битвы при Тевтобургском лесу

Сочинение Веллея не пользовалось популярностью в античную эпоху, и его редко читали. При этом его труд является первым сохранившимся и одним из первых известных кратких компендиумов, распространившихся в Римской империи в II—V веках. Сульпиций Север в значительной степени вдохновлялся «Римской историей». Веллея упоминают грамматик Присциан и анонимный составитель схолий к Лукану, причём Присциан ссылается на несохранившуюся часть сочинения Веллея о греческой истории. В Средние века Веллея читали очень мало, в том числе из-за плохой сохранности его сочинения. Впрочем, «Римскую историю» знал Роджер Бэкон, благожелательно отозвавшийся о попытке римского автора ввести в повествование историю литературы. После обнаружения рукописи и публикации Беатом Ренаном (см. ниже) сочинением Веллея особенно живо интересовались в германских государствах в связи с актуальностью его сообщений о германцах в свете развития национального самосознания и антиримских настроений. В результате на титульном листе первого издания «Римской истории» была размещена гравюра, изображающая битву в Тевтобургском Лесу между римлянами и германцами.
Отмечается некоторое влияние Веллея на становление профессиональной историографии. Так, в середине XVIII века французский историк Шарль Жан Франсуа Эно, составивший небольшую по объёму историю Франции, высоко оценил ёмкую краткость сочинения Веллея. Впрочем, как отметил Михаэль фон Альбрехт, «труд Веллея больше читали, нежели цитировали». По мере накопления знаний об античности исследователи обращали больше внимания на недостатки труда Веллея — в частности, на явную предвзятость в освещении современной истории. Широко распространились уничижительные характеристики Веллея. Так, Итало Лана считал Веллея не историком, а придворным пропагандистом Тиберия, Вильгельм Тейффель радовался тому, что Веллей не довёл намеченный крупный исторический труд до завершения, а современные историки, по выражению Фрэнсиса Гудъера, смело обменяли бы труд Веллея на сочинения Кремуция Корда, Ауфидия Басса или исторические труды Плиния. Рональд Сайм неоднократно критиковал Веллея, а в 1978 году опубликовал отдельную статью «Лживость у Веллея» (англ. Mendacity in Velleius), в которой проанализировал освещение римским историком событий конца I века до н. э. — начала I века н. э.
С середины XX века наметилась тенденция к взвешенной оценке Веллея. Было выдвинуто множество версий, оправдывающих лесть в адрес Тиберия исключительно тяжёлыми условиями для творчества и другими причинами. В двух комментариях к фрагментам второй книги «Римской истории» Энтони Вудмэн предпринял попытку частичной реабилитации историка. Благожелательно отзывался о Веллее Патеркуле Грэм Самнер, подчёркивавший, что работа является не просто эпитомой, а самостоятельным творческим произведением. Автор статьи о Веллее в «Истории классической литературы» Фрэнсис Гудъер оценивает работу историка довольно высоко и подчёркивает, что он был вполне объективен в оценке заслуг и талантов Тиберия как полководца. Подготовивший французское издание Жозеф Эллегуар отрицал политические цели «Римской истории» и призывал рассматривать её не только как панегирик Октавиану и Тиберию. Переводчик Веллея на русский язык Александр Немировский в основном присоединился к умеренным оценкам Николая Машкина, Сергея Соболевского и Марии Грабарь-Пассек, отрицая высокую степень политизации сочинения. Свидетельства Веллея о правлении Тиберия, несмотря на предвзятость по отношению к нему, считаются ценными, поскольку дополняют критически настроенного Тацита точкой зрения лояльных императору офицеров.

## Рукопись, реконструкция текста, издания

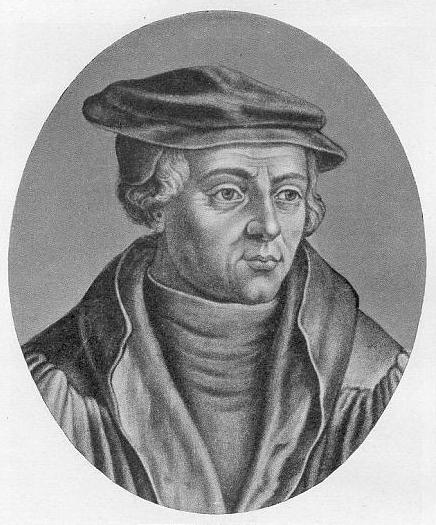
Беат Ренан, обнаруживший и впервые опубликовавший текст сочинения Веллея

Античные и средневековые переписчики редко копировали «Римскую историю». К концу Средних веков сохранилась только одна копия в Мурбахском бенедиктинском аббатстве в Эльзасе. По разным версиям, распространённым в современной историографии, она была выполнена в VIII или XI веке. Обе датировки основываются на палеографических комментариях работавшего с рукописью Альберта Бюрера (см. ниже), хотя выводы исследователей различаются. В 1847 году Иоганн Христиан Мориц Лорен пришёл к выводу, что Бюрер имел дело с каролингским минускулом не позднее IX века и высказал осторожную гипотезу, что рукопись могла быть написана более ранним меровингским шрифтом VII века. В предисловии к оксфордскому изданию Веллея 1898 года Робинсон Эллис указал, что описанная Бюрером особенность написания буквы «a» как «cc» позволяет датировать рукопись VIII—XI веками.
Рукопись была обнаружена в Мурбахе не позднее 1515 года гуманистом Беатом Ренаном. Впервые он упомянул о находке 30 марта 1515 года. Ренан охарактеризовал манускрипт как «необыкновенно испорченный» (лат. prodigiose corruptus). Ренан заказал копию, но её качество оказалось неудовлетворительным: помимо плохого физического состояния рукописи, затруднявшего копирование, переписчик мог столкнуться с дополнительными трудностями из-за отсутствия пробелов и пунктуации в рукописи. Изучив сделанную копию, Ренан отметил большое количество явных ошибок. Примерно в это же время до Ренана дошли слухи, будто более полную рукопись сочинения Веллея видел в Милане Георгий Мерула, и он решил дождаться её обнаружения, чтобы сличить текст по двум рукописям. Однако известия о миланской находке не подтвердились, и в 1518 или 1519 году Ренан по совету коллеги (возможно, Эразма Роттердамского) решил опубликовать это сочинение. Он договорился с базельским печатником Иоганном Фробеном об издании текста, настаивая на предварительном проведении дополнительной филологической работы, а сам отбыл в Селесту из-за начавшейся в Базеле эпидемии чумы. За подготовкой издания наблюдал его секретарь Альберт Бюрер. Фробен на время получил рукопись из Мурбаха, однако должной работы по восстановлению текста не провёл и отправил его в печать практически в неизменном виде в 1520 или 1521 году. Ренан узнал от Бюрера о сложившемся положении только когда текст был частично набран. Бюрер подготовил комментированный список эмендаций (конъектур), и его добавили как приложение. К тексту первого издания Ренан подготовил предисловие и заключение. В промежуток между обнаружением рукописи и её публикацией находкой заинтересовался молодой гуманист Бонифаций Амербах, который не позднее августа 1516 года сделал копию. Остаётся неясным, копировал ли Амербах оригинальную рукопись, или он ориентировался на копию Ренана, внося в неё некоторые изменения. Общепринятые обозначения различных традиций (лат. sigla) — «A» для копии Амербаха, «B» для приложения Бюрера, «P» для editio princeps. По другой классификации, «M» — изначальный манускрипт, «R» — копия Ренана. Судьба рукописи неизвестна. Долгое время считалось, что она была утеряна вскоре после публикации. В середине XX века было обнаружено объявление Мурбахского аббатства от 1786 года о продаже рукописи, что, впрочем, не привело к её обнаружению.
Благодаря краткости и обилию ценных свидетельств о римско-германских войнах сочинение Веллея часто издавали: только за 1520—1932 годы его публиковали 47 раз и предложили около полутора тысяч эмендаций с целью лучшего прочтения спорных фрагментов. В числе прочих подготовкой и изданием текста занимались Юст Липсий (Лейден, 1591 год) и разделивший текст на главы Ян Грутер (Франкфурт, 1607 год). Долгое время филологи работали только с editio princeps Ренана и приложением Бюрера к нему. Лишь в 1834 или 1835 году Иоганн Каспар Орелли обнаружил копию Амербаха в базельской библиотеке, что стимулировало реконструкцию изначального текста. В дальнейшем работой над текстом Веллея занимались в том числе Фридрих Гаазе, Теодор Моммзен, Юстус Фридрих Критц, Эдуард Норден, Людвиг Траубе. Лучшими современными изданиями считается второе тойбнеровское издание 1933 года (переиздано в 1968 году), подготовленное Куртом Штегманном фон Притцвальдом, французское издание 1982 года Жозефа Эллегуара, а для последних глав второй книги — Энтони Вудмэна 1977 и 1983 годов.

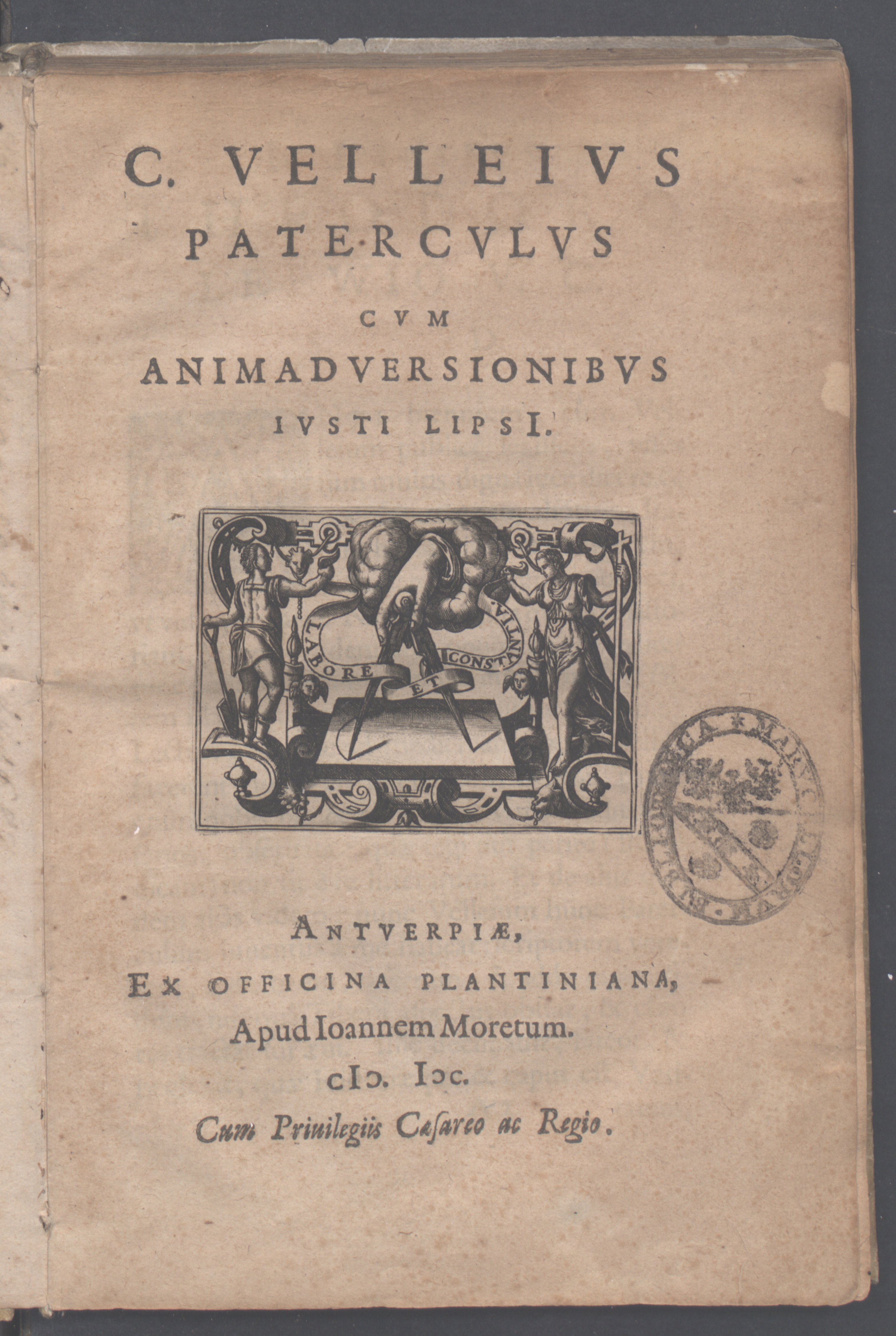
Издание Юста Липсия. Антверпен, 1600 год (второе издание)
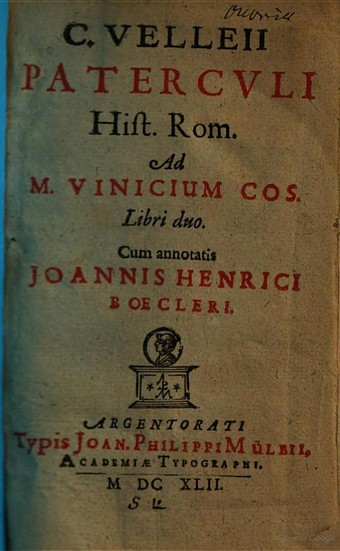
Издание Иоганна Генриха Бёклера. Страсбург, 1642 год
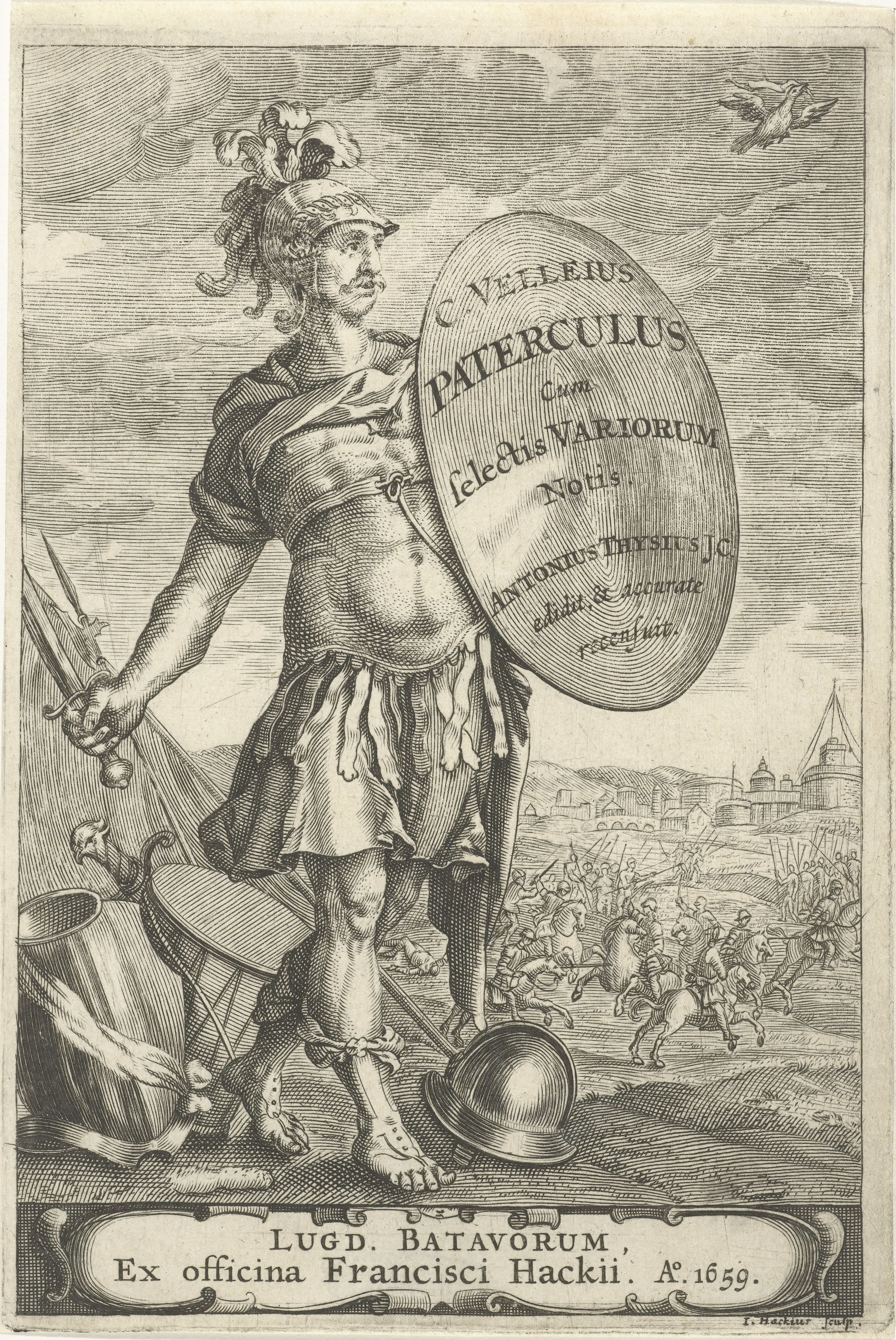
Издание Иоганна Хакиуса. Лейден, 1659 год
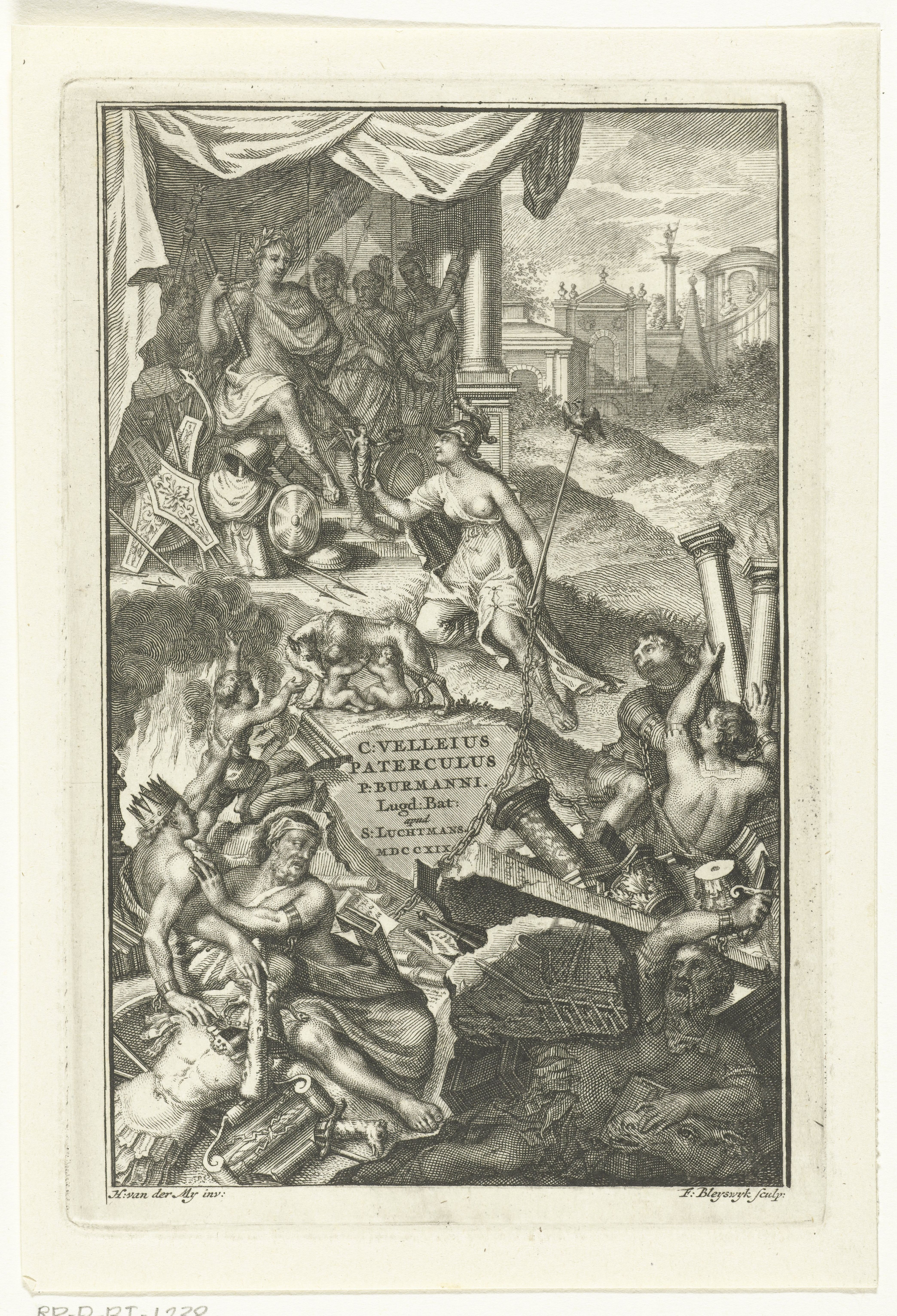
Издание Питера Бурмана-старшего. Лейден, 1719 год

## Переводы
- В серии «Loeb classical library» сочинение издано под № 152.
- В серии «Collection Budé» издано в 2 томах.

Русские переводы:
- Веллея Патеркула сокращение Греческия и Римския истории. / Пер. Ф. Мойсеенкова. СПб, 1774. 328 с.
- Немировский А. И., Дашкова М. Ф. «Римская история» Веллея Патеркула. Воронеж, 1985. 212 стр. (первоначально напечатано во ВДИ. 1983. № 4. 1984. № 1—4. 1985. № 1.)
  - переизд.: Малые римские историки. М.: Ладомир. 1996.